# 田立家
田立家（1559年—？），字正國，號平寰，山西澤州陽城縣人，匠籍，明朝政治人物。

## 生平
萬曆十三年（1585年）乙酉科山西鄉試第十一名，萬曆十四年（1586年）丙戌科會試一百九十四名，登三甲第一百七十名進士。都察院观政，本年任鳳翔府推官，丁艱，十九年起補開封府推官。二十三年升户部主事，調兵部，二十五年典試陕西。二十六年升员外、郎中，掌武選司。二十八年晋河南右參議兼佥事，分巡汝州，二十九年升陕西副使，分巡商洛，三十年改河西道，所至有声。三十二年升本省右参政，轉河南道右參政兼佥事，分守永平道，加升按察使。三載考績，加從二品服俸。會诖误去，未幾召视遼海，三十八年改河南右參政，三十九年晋按察使，以憨直不合时宜，四十一年考察調簡，遂挂冠歸。

## 家族
曾祖田完；祖父田濬；父田鳳龍，曾任壽官。前母王氏；母劉氏；繼母張氏。严侍下。